# 廿里铺镇
廿里铺镇，是中华人民共和国青海省西宁市城北区下辖的一个乡镇级行政单位。

## 行政区划
廿里铺镇下辖以下地区：
生物园社区、泉湾社区、廿里铺村、花园台村、孙家寨村、小寨村、莫家庄村、新村、石头磊村、魏家庄村、九家湾村、郭家塔村和双苏堡村。